# Kyukyuchay
Kyukyuchay (azerbajdzjanska: Küküçay) är ett vattendrag i Azerbajdzjan.   Det ligger i distriktet Nachitjevan, i den sydvästra delen av landet, 400 km väster om huvudstaden Baku.
Trakten runt Kyukyuchay består i huvudsak av gräsmarker. Runt Kyukyuchay är det ganska glesbefolkat, med 27 invånare per kvadratkilometer.